# Вальджойе
Вальджойе (итал. Valgioie, пьем. Valgiòje, франкопров. Voudjiň) — коммуна в Италии, располагается в регионе Пьемонт, в провинции Турин.
Население составляет 709 человек (2008 г.), плотность населения составляет 79 чел./км². Занимает площадь 9 км². Почтовый индекс — 10094. Телефонный код — 011.
Покровителем коммуны почитается папа Пий I, празднование 11 июля.

## Демография
Динамика населения:

## Администрация коммуны
- Официальный сайт: http://www.comune.valgioie.to.it/